# Distrito de Mittweida
El Distrito de Mittweida (en alemán: Landkreis Mittweida) fue, entre 1994 y 2008, un Landkreis (distrito) ubicado al oeste del land (estado federado) de Sajonia, en Alemania. Limitaba al norte con el distrito del Valle del Mulde y el distrito de Döbeln, al noroeste con el distrito de Meißen, al sudeste con el distrito de Freiberg, al sur con la ciudad independiente (kreisfreie Stadt) de Chemnitz y el distrito de la Comarca de Chemnitz y al oeste con el distrito de la Comarca de Leipzig y el estado de Turingia (distrito de la Comarca de Altemburgo).
El distrito, situado en las estribaciones de los Montes Metálicos (salvo la zona noroccidental junto a Rochlitz, que pertenece a la llanura de Leipzig), fue creado en la reforma territorial de 1994, uniendo los antiguos distritos de Hainichen y Rochtliz con parte del distrito de Chemnitz. El 1 de agosto de 2008, como fruto de una nueva reforma de los distritos de Sajonia, el de Mittweida fue fusionado con los de Freiberg y Döbeln en el nuevo distrito de Sajonia Central.

## Composición del distrito
(Número dehabitantes a 31 de marzo de 2006)
Ciudades
| 1. Burgstädt (12.150) 2. Frankenberg/Sa. (16.678) 3. Geringswalde (5.020) 4. Hainichen (9.426) 5. Lunzenau (5.088) 6. Mittweida (16.342) 7. Penig (10.363) 8. Rochlitz (6.681) | Gemeinden 1. Altmittweida (2.107 ) 2. Claußnitz (3.468) 3. Erlau [Sitz: Crossen] (3.607 ) 4. Hartmannsdorf (4.765) 5. Königsfeld (1.733) 6. Königshain-Wiederau (3.003) 7. Kriebstein [Sitz: Kriebethal] (2.623) 8. Lichtenau (8.018) 9. Mühlau (2.350) 10. Rossau (3.880) 11. Seelitz (2.103) 12. Striegistal [Sitz: Pappendorf] (2.063) 13. Taura (2.621) 14. Tiefenbach [Sitz: Etzdorf] (3.529) 15. Wechselburg (2.192) 16. Zettlitz (872) |